# Lopës
Lopës é uma comuna (em albanês:  komuna) da Albânia localizada no distrito de Tepelenë, prefeitura de Gjirokastër.